# Le Cuisinier, le voleur, sa femme et son amant
Pour plus de détails, voir Fiche technique et Distribution.
Le Cuisinier, le voleur, sa femme et son amant (The Cook, the Thief, His Wife and Her Lover) est un film franco-britannique réalisé par Peter Greenaway, sorti en 1989.

## Synopsis
Lors de 10 repas, les rapports se dégradent entre les quatre personnages, le cuisinier dans son restaurant, et le trio adultère classique qui vient y prendre ses repas. Ces relations montent en obscénité et en cruauté tout au long du film.

## Fiche technique
- Titre : Le Cuisinier, le voleur, sa femme et son amant
- Titre original : The Cook, the Thief, His Wife and Her Lover
- Réalisation : Peter Greenaway
- Scénario : Peter Greenaway
- Musique : Michael Nyman (incluant un Miserere)
- Photographie : Sacha Vierny
- Montage : John Wilson
- Costumes : Jean-Paul Gaultier
- Casting : Sharon Howard-Field
- Décors : Ben van Os (nl) et Jan Roelfs (nl)
- Production :
  - Producteur : Kees Kasander
  - Coproducteurs : Pascale Dauman, Daniel Toscan du Plantier et Denis Wigman
- Société de production : Allarts et Elsevier-Vendex Film Beheer
- Société de distribution : Palace Pictures (Royaume-Uni)
- Pays d'origine :  France,  Royaume-Uni
- Langue : anglais
- Format : couleur — 35 mm — 2,35:1 — son Dolby Stereo
- Genre : Drame
- Durée : 124 minutes
- Date de sortie :
  - Canada : 11 septembre 1989 (Festival de Toronto)
  - Royaume-Uni : 13 octobre 1989
  - France : 1er novembre 1989

## Distribution
- Richard Bohringer : Richard Borst
- Michael Gambon : Albert Spica
- Helen Mirren : Georgina Spica
- Alan Howard (en) : Michael
- Tim Roth : Mitchel
- Ciarán Hinds : Cory
- Gary Olsen (en) : Spangler
- Ewan Stewart : Harris
- Roger Ashton-Griffiths : Turpin
- Ron Cook : Mews
- Liz Smith : Grace
- Emer Gillespie : Patricia
- Janet Henfrey : Alice
- Arnie Breeveld : Eden
- Tony Alleff : Troy
- Paul Russell : Pup
- Alex Kingston : Adele
- Ian Sears : Phillipe
- Willie Ross : Roy
- Ian Dury : Terry Fitch
- Diane Langton (en) : May Fitch
- Prudence Oliver : Corelle Fitch
- Roger Lloyd Pack : Geoff
- Bob Goody (en) : Starkie
- Peter Rush : Melter
- Pauline Mayer : Fish Girl
- Ben Stoneham : Meat Boy
- Andy Wilson (en) : 1st Diner
- John Mullis : 2nd Diner
- Flavia Brilli : Cabaret Singer
- Brenda Edwards : Dancer
- Sophie Goodchild : Dancer
- Alex Fraser : Waiter
- Michael Clark : Waiter
- Gary Logan : Waiter
- Tim Geary : Waiter
- Saffron Rainey : Waiter
- Hywel Williams-Ellis (en) : Waiter
- Michael Maguire : Waiter
- Patric Walters : Kitchen Staff
- Sue Maund : Kitchen Staff
- Nick Brozovic : Kitchen Staff
- Caroline Pagano : Kitchen Staff
- Yolande Brener (en) : 1st Diner's Wife (uncredited)
- Irene Palko : A Guest (uncredited)

## Distinctions
- Au Festival international du film de Catalogne, le film reçut quatre prix : meilleur réalisateur, meilleur acteur, meilleure photographie, meilleure musique.

## Références picturales

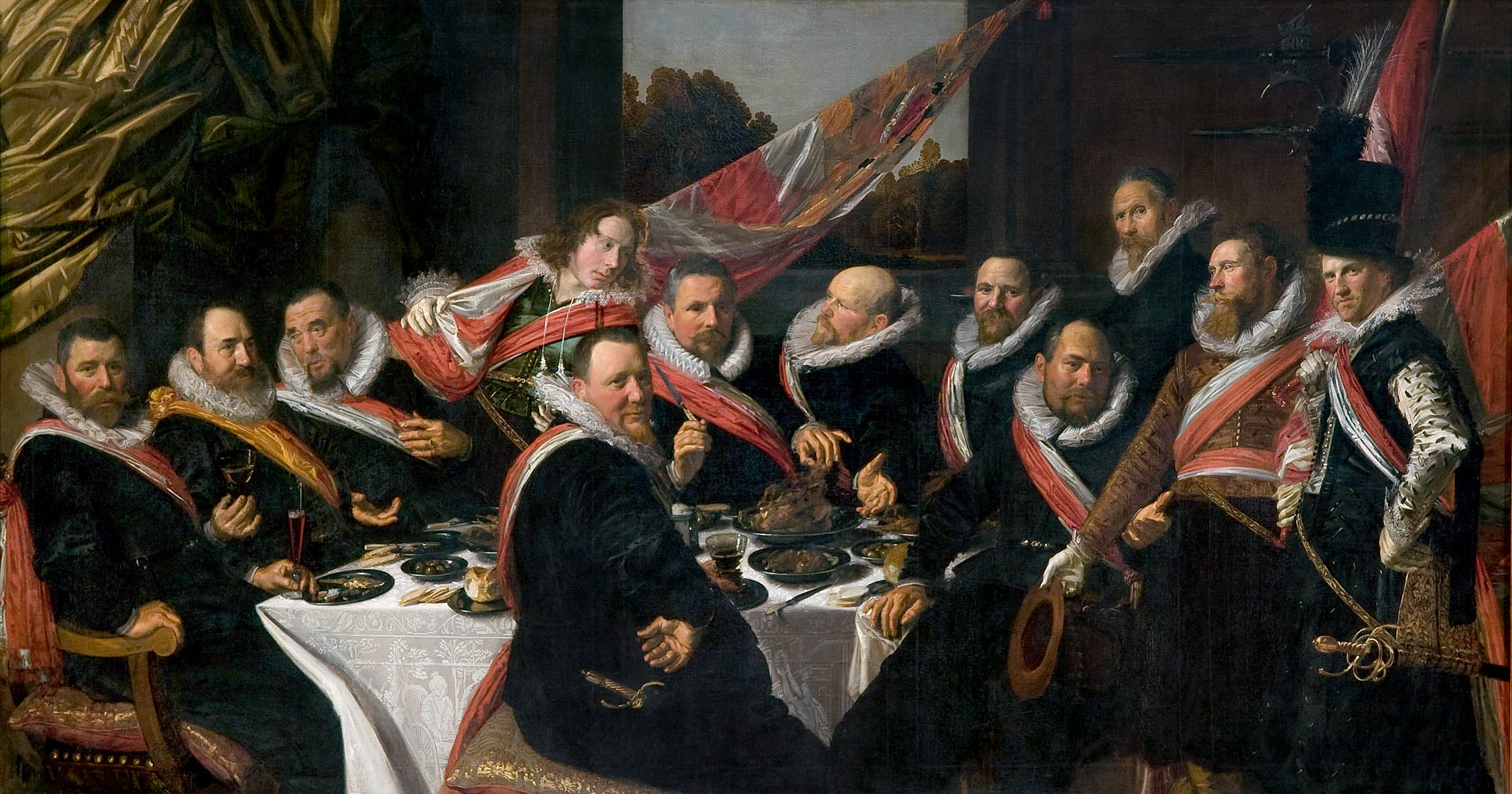
Le Banquet des officiers du corps des archers de Saint-Georges de Frans Hals